# Fuero de Alba de Tormes
El Fuero de Alba de Tormes es el documento donde se otorga la carta puebla o fundacional, a los pobladores de la localidad de la villa de Alba de Tormes en Salamanca), y que recopila los usos y leyes que se aplican en su territorio y sus moradores. Fue concedido en Salamanca el 4 de julio de 1140 por Alfonso VII de León y su mujer Berenguela y confirmado por Alfonso X en 1279.
Escrito en romance asturleonés, sigue el modelo del Reino de León y se inscribe dentro de la familia foral de Zamora, Salamanca y Ledesma.
- Datos: Q42912631